# Стивенсон, Элис
Элис Стивенсон (англ. Alice Stevenson; род. 10 июня 1861 Пикадилли, Англия — 18 августа 1973 Саттон, Англия) — английская долгожительница, ставшая самым старым человеком в Англии (умерла в возрасте 112 лет и 39 дней) и самым старым человеком в мире после смерти 27 февраля 1973 года 112-летней жительницы Испании Жозефы Салас Матео. Позже титул Элис Стивенсон как наибольшей долгожительницы Англии был побит. После смерти англичанки титул старейшего человека в мире перешёл к 110-летней Элизабет Уоткинс из Северной Ирландии.